# Vasmegyer
Vasmegyer község Szabolcs-Szatmár-Bereg vármegyében, a Kemecsei járásban.

## Fekvése
A Közép-Nyírség északi részén, a Rétközben helyezkedik el, Nagyhalászhoz és Beszterechez közel.
A közvetlen szomszédos települések: észak felől Tiszatelek, északkelet felől Beszterec, kelet felől Kék, délkelet felől Nyírbogdány, délnyugat felől Kemecse, nyugat felől pedig Tiszarád.

### Megközelítése
Csak közúton érhető el, Kemecse vagy Beszterec érintésével a 3824-es úton, Nagyhalász (és a 3834-es út) felől pedig Tiszarádon keresztül, alsóbbrendű mellékutakon.
Déli határszélét érinti a Budapest–Záhony-vasútvonal is, de a vasútnak nincs megállási pontja a község határai között.

## Története
A település és környéke ősidők óta lakott hely, területén már a kőkorszakban is éltek emberek, melyről az itt talált leletek tanúskodnak.
Az ősi település a hagyomány szerint még Megyer vezértől vette nevét.
A település nevét a diplomatikai levéltár 1452-ben említette először Meger néven, majd a leleszi országos levéltár adatai között tűnik fel neve 1462-ben Felmegyer alakban.
A Kállay család levéltárának 1466-ban kelt oklevele pedig már Vas-Megyer néven említette.
A település birtokosai az 1300-as évek közepén a Vas család tagjai voltak.
1385-ben Mária királynő az utód nélkül elhalt Vas Miklós birtokát a Csaholyi családból származó Csaholyi Sebesténnek adományozta.
1446-ban a Sztritey család volt a település földesura, a 18. században pedig a Megyeriek, Oláhok és a Vécseyek.
A 20. század elején Megyery Géza, Bónis György és Deutsch Antal voltak a birtokosai.
Vasmegyer határában, az Apáti dűlő nevű részen a hagyomány szerint egykor klastrom állt, melynek rommaradványai még a XX. század elején is láthatók voltak, s e romok közt többször akadtak régi pénzekre is.
Figyelmet érdemlők voltak dűlőnevei közül a Garai-hegy és Köperszeg nevezetűek is.

## Közélete

### Polgármesterei
- 1990–1994: Szabó József (független)[3]
- 1994–1998: Szabó József (független)[4]
- 1998–2002: Szabó József (független)[5]
- 2002–2006: Vass Imre (független)[6]
- 2006–2010: Vass Imre Károly (független)[7]
- 2010–2014: Vass Imre Károly (független)[8]
- 2014–2019: Vass Imre Károly (Fidesz-KDNP)[9]
- 2019–2024: Abineri Krisztina (Fidesz-KDNP)[10]
- 2024– : Abineri Krisztina (Fidesz-KDNP)[1]

## Népesség

### Történelmi viszonylatban
A vasmegyeri református anyakönyv első kötetének tanúsága szerint a következőképpen alakult a község népessége 1800 és 1815 között:
| dátum          | lélekszám | családok száma |
| -------------- | --------- | -------------- |
| 1800. jan. 31. | 249       |                |
| 1801. márc. 9. | 254       | 60             |
| 1808. feb. 1.  | 243       | 58             |
| 1809. jan. 24. | 254       | 58             |
| 1810. jan. 2.  | 261       | 60             |
| 1811           | 273       | 62             |
| 1814           | 281       | 62             |
| 1815           | 299       | 62             |

### Napjainkban
A település népességének változása:
| Lakosok száma | 1664 | 1682 | 1690 | 1696 | 1655 | 1672 | 1669 |
|               | 2013 | 2014 | 2015 | 2021 | 2022 | 2023 | 2024 |

2001-ben a település lakosságának 98%-a magyar, 2%-a cigány nemzetiségűnek vallotta magát.
A 2011-es népszámlálás során a lakosok 87,3%-a magyarnak, 13,2% cigánynak mondta magát (12,7% nem nyilatkozott; a kettős identitások miatt a végösszeg nagyobb lehet 100%-nál). A vallási megoszlás a következő volt: római katolikus 16,3%, református 48,9%, görögkatolikus 7,9%, evangélikus 0,2%, felekezeten kívüli 7,5% (18,5% nem válaszolt).
2022-ben a lakosság 92,7%-a vallotta magát magyarnak, 7,3% cigánynak, 0,1-0,1% románnak, ruszinnak, ukránnak, szlovénnek és lengyelnek, 1,3% egyéb, nem hazai nemzetiségűnek (7,3% nem nyilatkozott; a kettős identitások miatt a végösszeg nagyobb lehet 100%-nál). Vallásuk szerint 12,6% volt római katolikus, 36% református, 5,8% görög katolikus, 1,7% egyéb keresztény, 0,1% evangélikus, 9,3% felekezeten kívüli (33,8% nem válaszolt).

## Nevezetességei
- Református temploma - a 18. század második felében épült.
- Katolikus templom.
- Megyer Vezér Általános Iskola